# ریه کانتو
ریه کانتو (انگلیسی: Rie Kaneto؛ زادهٔ ۸ سپتامبر ۱۹۸۸) یک شناگر اهل ژاپن است.
وی در مسابقات بین‌المللی در مجموع برندهٔ ۲ مدال طلا، ۳ مدال نقره شده‌است.